# Paraptychodes kedar
Paraptychodes kedar là một loài bướm đêm trong họ Geometridae.